# 織田信美
織田 信美（おだ のぶかず）は、江戸時代後期の大名。出羽国高畠藩の第2代藩主、のち天童藩の初代藩主。官位は従五位下・若狭守、越前守。

## 生涯
高畠藩初代藩主・織田信浮の9男として誕生。母は小笠原長恭の娘・光子。幼名は百太郎。なお『寛政重修諸家譜』では信浮の三男としており、早世した兄を省略するなど、故意に操作を行っている。
文化7年（1810年）11月1日、11代将軍・徳川家斉に御目見をする。文政元年（1818年）12月27日、父の死去により家督を継ぐ。文政3年（1806年）12月16日、従五位下越前守に叙任する。文政11年（1828年）5月24日、幕府から出羽村山郡天童村に陣屋を移転する許可を得る。文政9年（1826年）に高畠陣屋が2度目の焼失に見舞われたこと、また寛政12年（1800年）に陸奥国信夫郡の藩領が出羽村山郡の幕領と交換されて、藩領の大部分が村山郡に存在することになったためである。陣屋の移転に伴い、町の整備などに尽力した。
天保7年（1836年）8月4日、死去。享年44。跡を長男・信学が継いだ。

## 系譜
子女は3男3女。
父母
- 織田信浮（父）
- 光子 ー 小笠原長恭の長女（母）

正室、継室
- 章姫 ー 大村純鎮の三女（正室）
- 朝子 ー 戸田忠翰の四女（継室）

子女
- 織田信学（長男）生母は朝子（継室）